# Lisa Bergström (radioproducent)
Anna Lisa Margareta Bergström, född 6 december 1978 i Norrköping, är en svensk filmjournalist och producent för radioprogram som Kino och P4 Extra och dotter till klimatexperten och professorn Sten Bergström och Margareta Gustafsson.
Bergström är född och uppvuxen i Norrköping och studerade vid Dramatiska Institutet där hon har tagit examen från inriktningarna Radioproduktion 2005, TV för radioproducenter 2007 och Dokumentär filmprojekt regissör 2008. Under studietiden på Dramatiska Institutet gjorde hon en dokumentär om sina föräldrar och deras olika bakgrunder vilken sändes i radion 2005.
Bergström har arbetat på Människor och tro, Lantz och P4 Extra. Hon är producent för Kulturradions program Kino i P1. Hon arbetar också med radiodokumentärer och har bland annat gjort "Abortens historia" och "Mannen". Bergström har även producerat Sommar i P1.

## Filmografi (urval)
- 2008 – Farmors hemlighet